# أخمص

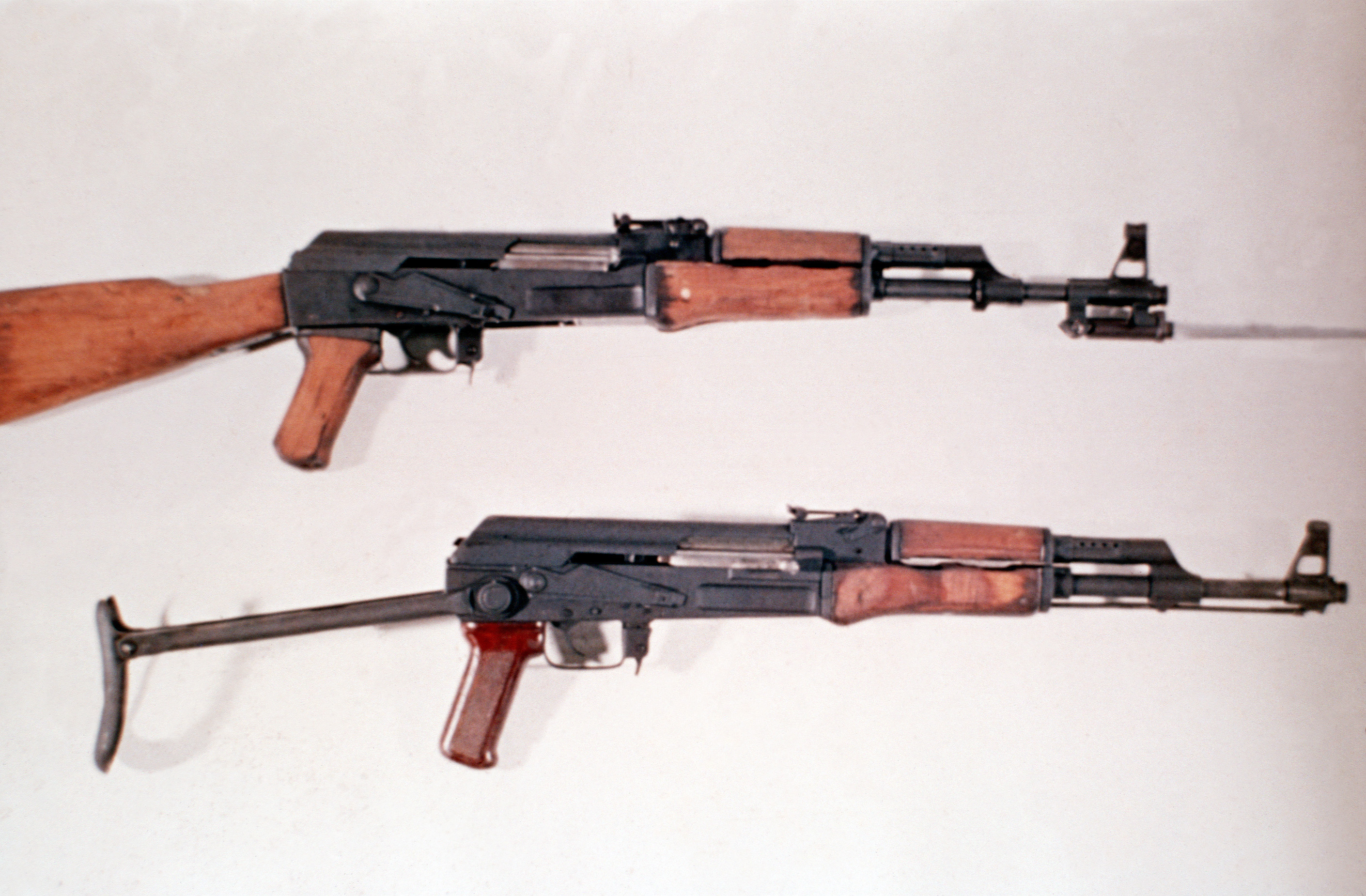
بندقية كلاشنكوف بأخمص خشبي (فوق) وآخرى بأخمص معدني (أسفل).

الأَخْمَص أو الدبشك هو جزء من بندقية أو سلاح ناري آخر، والذي تثبت إليه السبطانة وآلية الإطلاق. يتم تثبيت الأخمص على كتف الشخص أثناء الرماية، ويساعد الأخمص في التسديد ويتم نقل ارتداد السلاح إلى جسم الرامي من خلاله. للأخمص نوعان أساسيان: أخمص ثابت (من الخشب عادة) وأخمص قابل للطي (من المعدن)، ويكون الأخمص الثابت عادة مصنوع من الخشب بينما المتحرك القابل للطي من المعدن. وظهرت بالعقود الأخيرة بنادق بأخامص من البلاستيك (أو فايبر جلاس) ( من مثل بندقية إم 16 أ-3، والنورينكو سي كيو)، وأحياناًَ ما يحتوي هذا الأخمص البلاستيكي على إسطوانة هيدروليكية لتقليل قوة ارتداد السلاح.

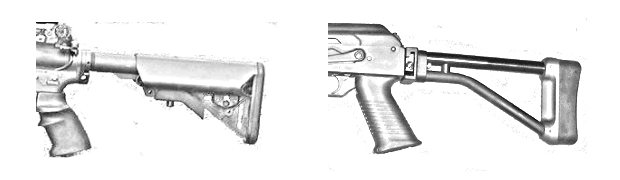
يمين: أخمص كلاشنكوف معدني قابل للطي
يسار: أخمص إم-16 من الفايبر جلاس

يسمى الجانب الذي يضع الرامي خده عليه أثناء الرماية بالخد أو بالمسند، بينما يسمي آخر جزء منه والذي يلامس كتف الرامي بكعب الأخمص، ويعرف اختصاراً بالعسكرية بالكعب.

## وظائف أخمص البندقية
1. تثبيت السلاح على كتف الرامي للتسديد بالنظر
2. في الاسلحة الحربية يستخدم الاخمص لاكساب السلاح وظيفة دفاعية وهجومية اثناء الاشتباك مع العدو
3. يستخدم الأخمص ببعض أنواع البنادق لحفظ عدة التنظيف (كفرشاة صغيرة).
4. بحالة الأخمص القابل للطي، فهو يسهل حمل ونقل السلاح لأنه يقلل من طوله.

## معرض صور

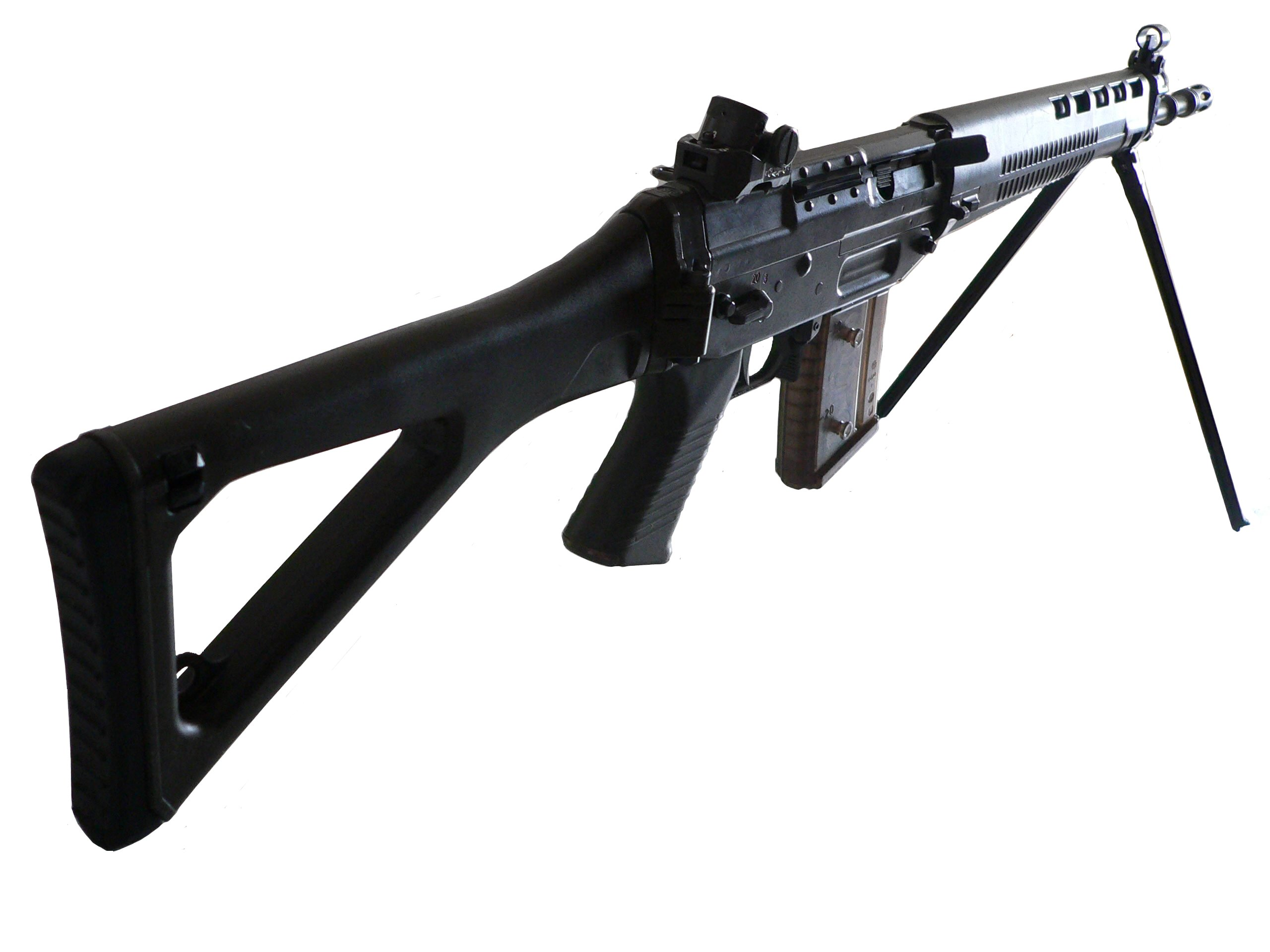
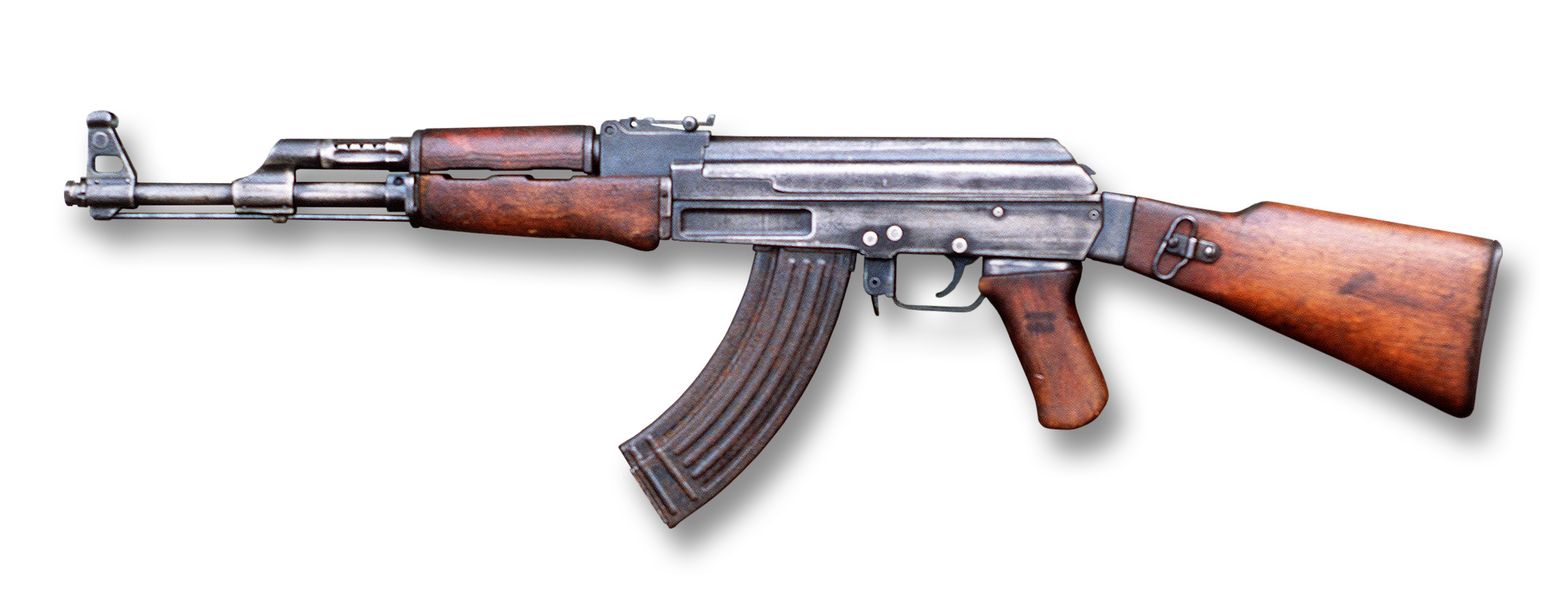
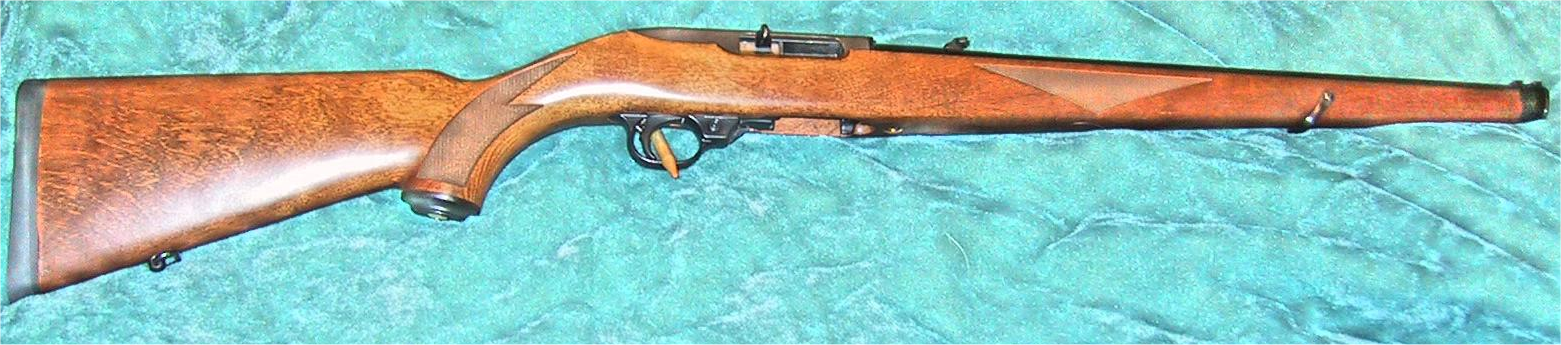
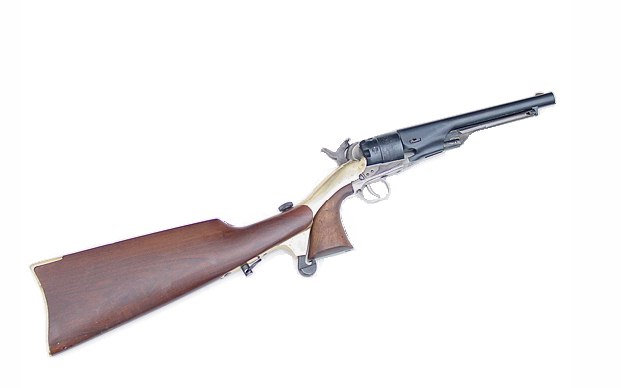